# Maria Walliser
Maria Walliser född 27 maj 1963 i Mosnang, Schweiz är en schweizisk tidigare alpin skidåkare.
Tillsammans med de tre andra schweiziska skidåkarna Erika Hess, Michela Figini och Vreni Schneider dominerade Walliser de kvinnliga alpina världscuptävlingarna under 1980-talet. Hon vann totalt 25 världscugsegrar och den totala världscupen två gånger, 1986 och 1987